# Opalana
Opalana – przysiółek wsi Gaboń w Polsce, położona w województwie małopolskim, w powiecie nowosądeckim, w gminie Stary Sącz.
Dawniej samodzielna wieś i gmina jednostkowa utworzona na obszarze gminy katastralnej Skrudzina II.